# Івановський район (Івановська область)
Іва́новський райо́н (рос. Ивановский район) — муніципальний район в Івановській області Росії з адміністративним центром у місті Іваново.
Місто Іваново не входить до складу району і є окремим муніципальним утворенням, анклавом Іванівського району.